# Saint-Gervais-du-Perron
Saint-Gervais-du-Perron – miejscowość i gmina we Francji, w regionie Normandia, w departamencie Orne.
Według danych na rok 1990 gminę zamieszkiwały 293 osoby, a gęstość zaludnienia wynosiła 26 osób/km² (wśród 1815 gmin Dolnej Normandii Saint-Gervais-du-Perron plasuje się na 602. miejscu pod względem liczby ludności, natomiast pod względem powierzchni na miejscu 431.).